# Yamaha DT

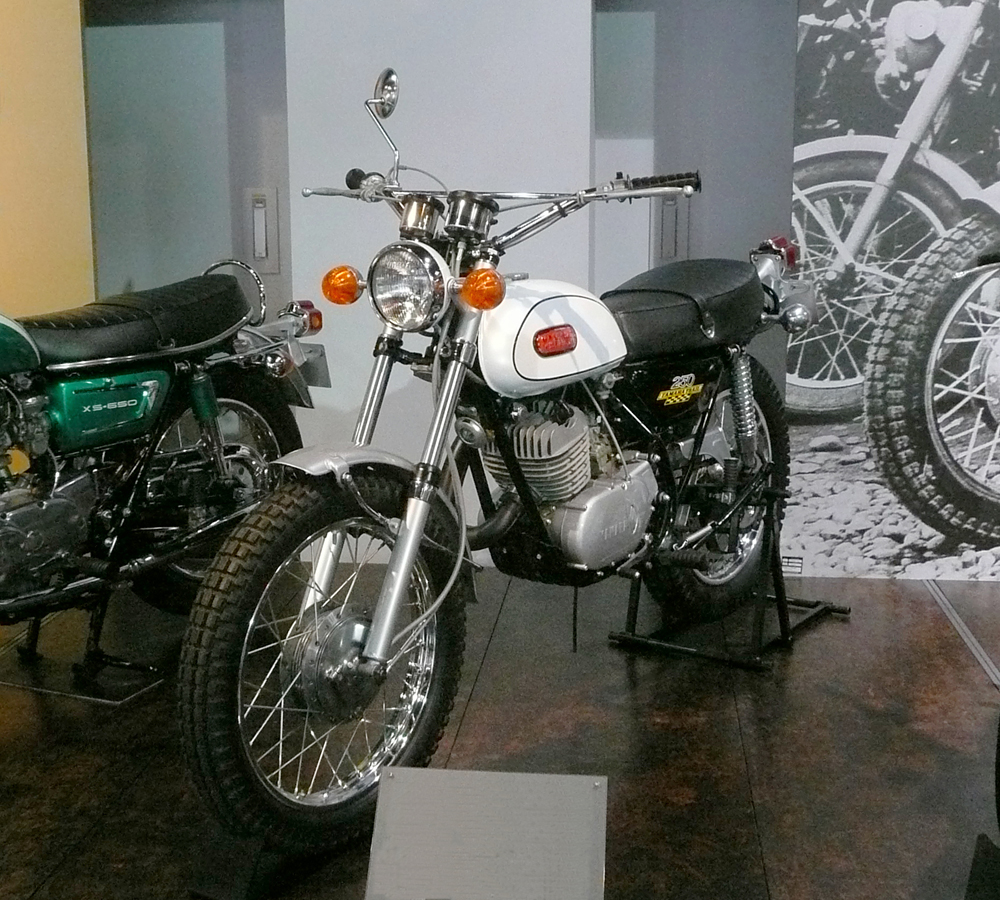
Une Yamaha DT-1 de 1968.

Yamaha DT est une série de motocycles de type Trail produit par Yamaha Motor Corporation à partir de 1968. DT est l'abréviation de "Dirt Track". Sa version de compétition est la Yamaha YZ.

## Description
La série DT présente des modèles entre 50 et 400 cm3. Le premier modèle de la série DT, la Yamaha DT-1, fut produite à partir de 1968 et se vendit à 12 000 exemplaires,.

## Modèles de la série DT

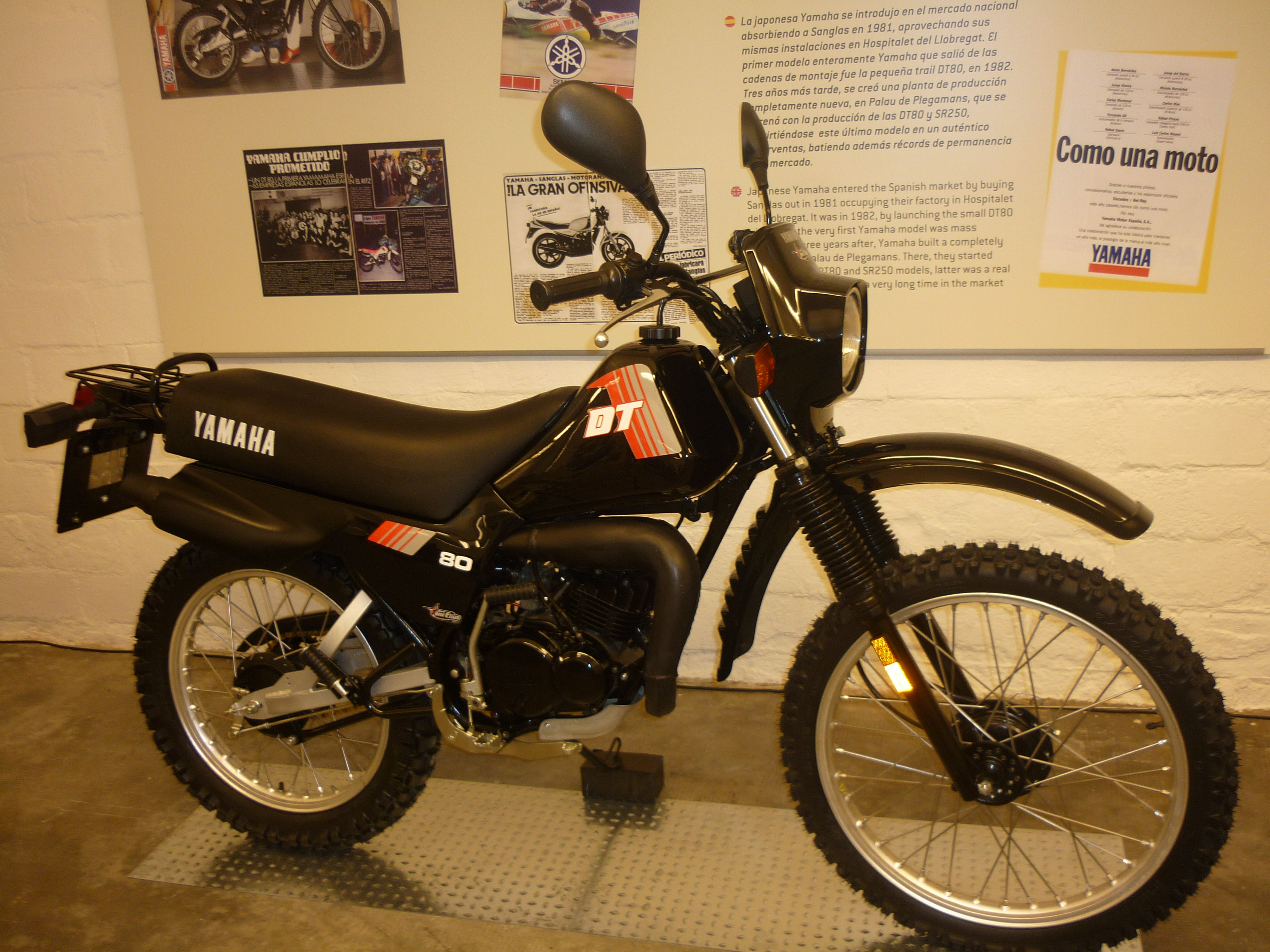
Une Yamaha DT 80 de 1984 au.

Yamaha 50 DT
- DT50LC
- DT50M
- DT50MX
- DT50R
- DT50X
- DT80MX
- DT80LC
- DT80R
- DT100MX
- DT100R

Yamaha 125 DT
- DT125
- DT125LC
- DT125MX
- DT125R
- DT125X
- DT125RE
- DT175
- DT175MX
- DT180
- DT200R
- DT230 Lanza
- DT250
- DT250MX
- DT250R
- DT350LC
- DT350R
- DT400B
- DT360